# Danny Hay
Danny Hay (15 de mayo de 1975 en Auckland) es un exfutbolista neozelandés que se desempeñaba como defensor y actual entrenador del Selección de fútbol de Nueva Zelanda, Selección de fútbol sub-23 de Nueva Zelanda y Selección de fútbol sub-20 de Nueva Zelanda.

## Carrera como futbolista
Debutó en 1996 en el Central United, aunque pasó en 1997 en el Perth Glory australiano. En 1999 dio el salto al fútbol inglés, firmando con el Leeds United, club en donde jugó solo dos temporadas. En 2001 fue transferido al Walsall, pero nuevamente disputó dos temporadas en la institución y regresó a Nueva Zelanda en 2003 para jugar en los New Zealand Knights. El bajo desempeño del club lo llevó a alejarse en 2005, fichando para el Perth Glory en 2006. Sin embargo, ese mismo año decidió continuar su carrera en el Waitakere United, con el que disputó dos ediciones de la Copa Mundial de Clubes de la FIFA, en 2007 y 2008, y donde finalmente se retiró a mediados de 2009.

### Clubes
| Club                | País          | Año         |
| ------------------- | ------------- | ----------- |
| Central United      | Nueva Zelanda | 1996 - 1997 |
| Perth Glory         | Australia     | 1997 - 1999 |
| Leeds United        | Inglaterra    | 1999 - 2001 |
| Walsall FC          | Inglaterra    | 2001 - 2003 |
| New Zealand Knights | Nueva Zelanda | 2003 - 2005 |
| Perth Glory         | Australia     | 2006        |
| Waitakere United    | Nueva Zelanda | 2006 - 2009 |

### Selección nacional
Disputó 31 encuentros y marcó 2 goles representando a Nueva Zelanda. Ganó la Copa de las Naciones de la OFC 1998 y fue parte del plantel que disputó la Copa FIFA Confederaciones 2003.

## Carrera como entrenador
En 2015 fue contratado por la Asociación de Fútbol de Nueva Zelanda para hacerse cargo de la selección neozelandesa sub-17 de cara a la Copa Mundial de ese año, en la que los Young All Whites serían eliminados en octavos de final. En 2017 llevó al elenco a ganar el Campeonato Sub-17 de la OFC, aunque en la Copa Mundial quedó eliminado en primera ronda luego de conseguir un empate y dos derrotas. Ese mismo año se hizo cargo del Eastern Suburbs.

### Clubes
| Club               | País          | Año         |
| ------------------ | ------------- | ----------- |
| Selección sub-17   | Nueva Zelanda | 2015 - 2017 |
| Eastern Suburbs    | Nueva Zelanda | 2017 - 2019 |
| Selección nacional | Nueva Zelanda | 2019 - 2022 |
| Selección sub-23   | Nueva Zelanda | 2020 - 2022 |
| Selección sub-20   | Nueva Zelanda | 2020        |